# Korona kwiatu

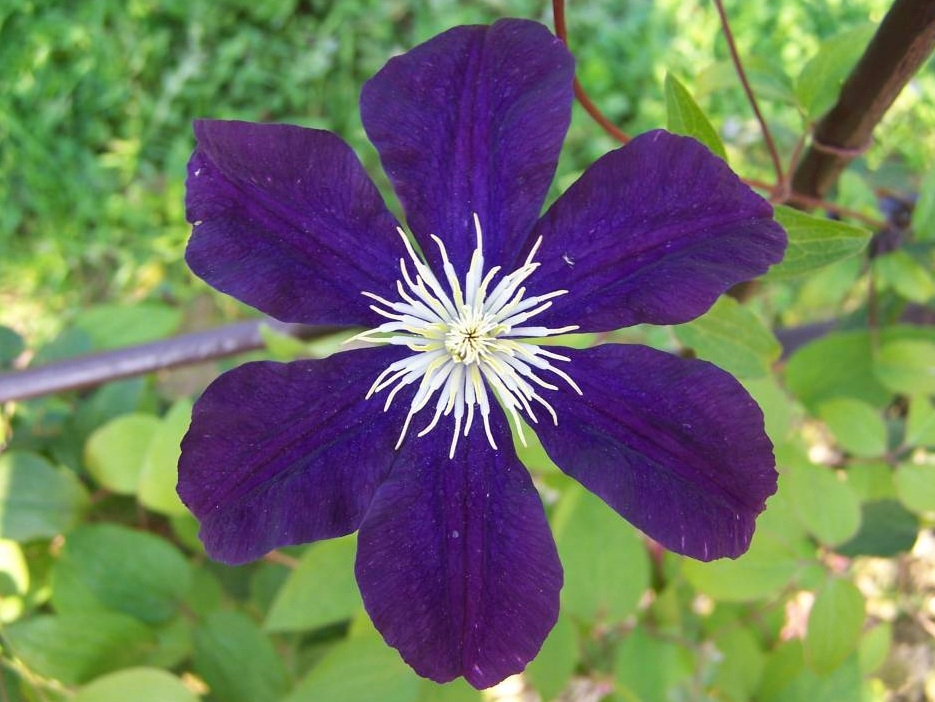
Korona wolnopłatkowa u powojnika

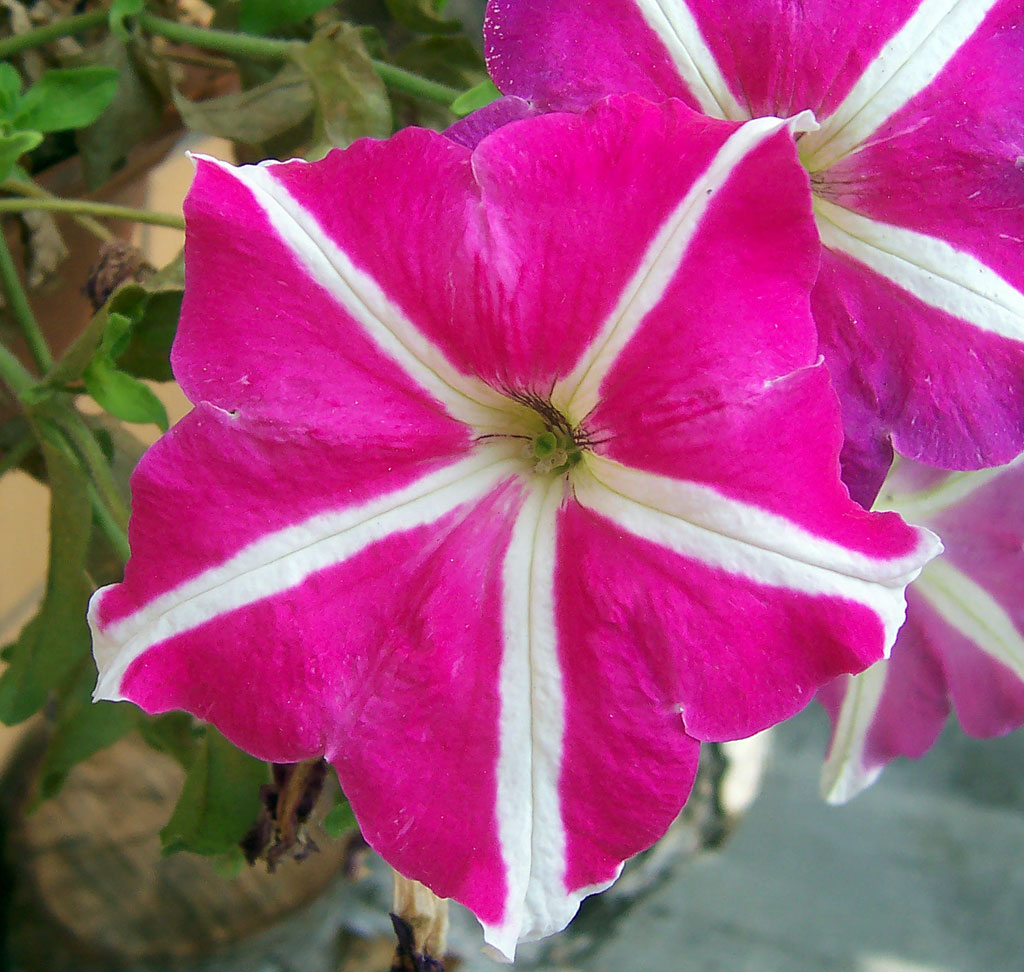
Korona zrosłopłatkowa petuni

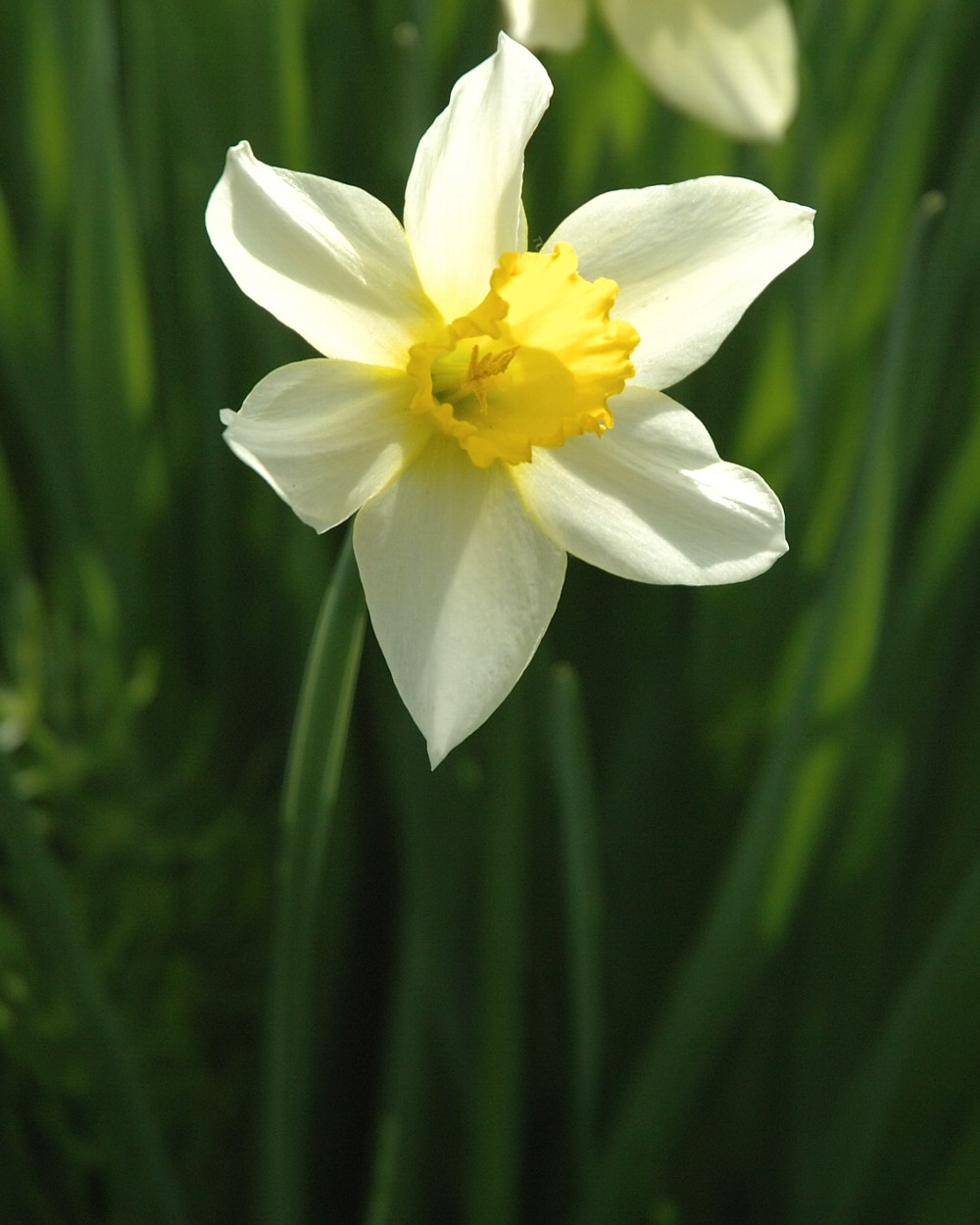
Korona kwiatowa z przykoronkiem u narcyza

Korona (łac. corolla, ang. corolla) – element kwiatu składający się z okółka barwnych płatków korony (petala), które stanowią powabnię dla owadów lub innych zwierząt zapylających kwiaty. Korona stanowi wewnętrzną część okwiatu.
Barwa płatków jest spowodowana występowaniem barwników w soku komórkowym (np. antocyjany). Olejki eteryczne, które nadają kwiatom zapach, występują zazwyczaj w komórkach epidermy płatków. Płatki korony składają się z rozszerzonej zwykle blaszki i wąskiego paznokcia, za pomocą którego są przytwierdzone do dna kwiatowego. Na płatkach korony u wielu roślin występują miodniki wytwarzające nektar. Czasami całe płatki przekształcone są w miodniki – tzw. listki miodnikowe.
Korony mogą być:
- wolnopłatkowe (np. gorczyca Sinapis)
- zrosłopłatkowe (np. powój Convolvulus). Najczęściej występujące kształty korony zrosłopłatkowej to: dwuwargowa, dzbankowata, dzwonkowata, jednowargowa, kulista, lejkowata, lichtarzowata, talerzowata.

Kształt płatków korony jest ważną cechą gatunkową przy oznaczaniu wielu gatunków roślin. U niektórych grup roślin występują korony kwiatowe o specyficznej budowie. Np. u narcyzów występuje wewnątrz korony dodatkowy element, tzw. przykoronek, u żywokostu lekarskiego łuseczki, zwane osklepkami. U niektórych roślin (np. u orlika, ostróżki) jeden z płatków korony (czasami działka kielicha) są wydłużone, tworząc tzw. ostrogę. U roślin z rodziny bobowatych płatki korony mają różną wielkość i ustawione są w specjalny sposób; górny i największy tworzy tzw. żagielek, dwa boczne tzw. skrzydełka, a dolne dwa zrośnięte z sobą tworzą łódeczkę.